# Rowy (Ustka)
Rowy ['rɔvɨ] (deutsch Rowe; kaschubisch Rowë) ist ein Ostseebadeort in der polnischen Woiwodschaft Pommern. Er gehört zur Landgemeinde Ustka (Stolpmünde) im Powiat Słupski (Stolper Kreis).

## Geographische Lage
Das einstige Fischerdorf liegt in Hinterpommern, an der Mündung der Lupow in die Ostsee, auf einer schmalen Landzunge zwischen dem Garder See und der Ostsee, 22 Kilometer nordöstlich von  Stolpmünde und 27 Kilometer nördlich von Stolp.

## Geschichte

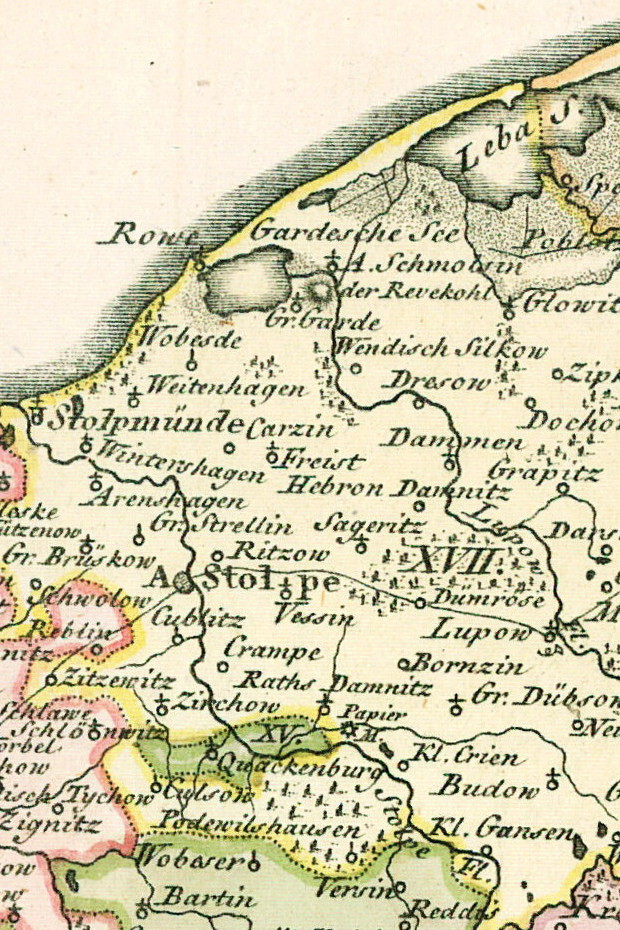
Rowe, Kirchdorf, an der Mündung der Lupow, die zuvor den Garder See durchfließt, in die Ostsee, nordöstlich von Stolpmünde und nördlich der Stadt Stolp (früher Stolpe geschrieben), auf einer Landkarte von 1794.

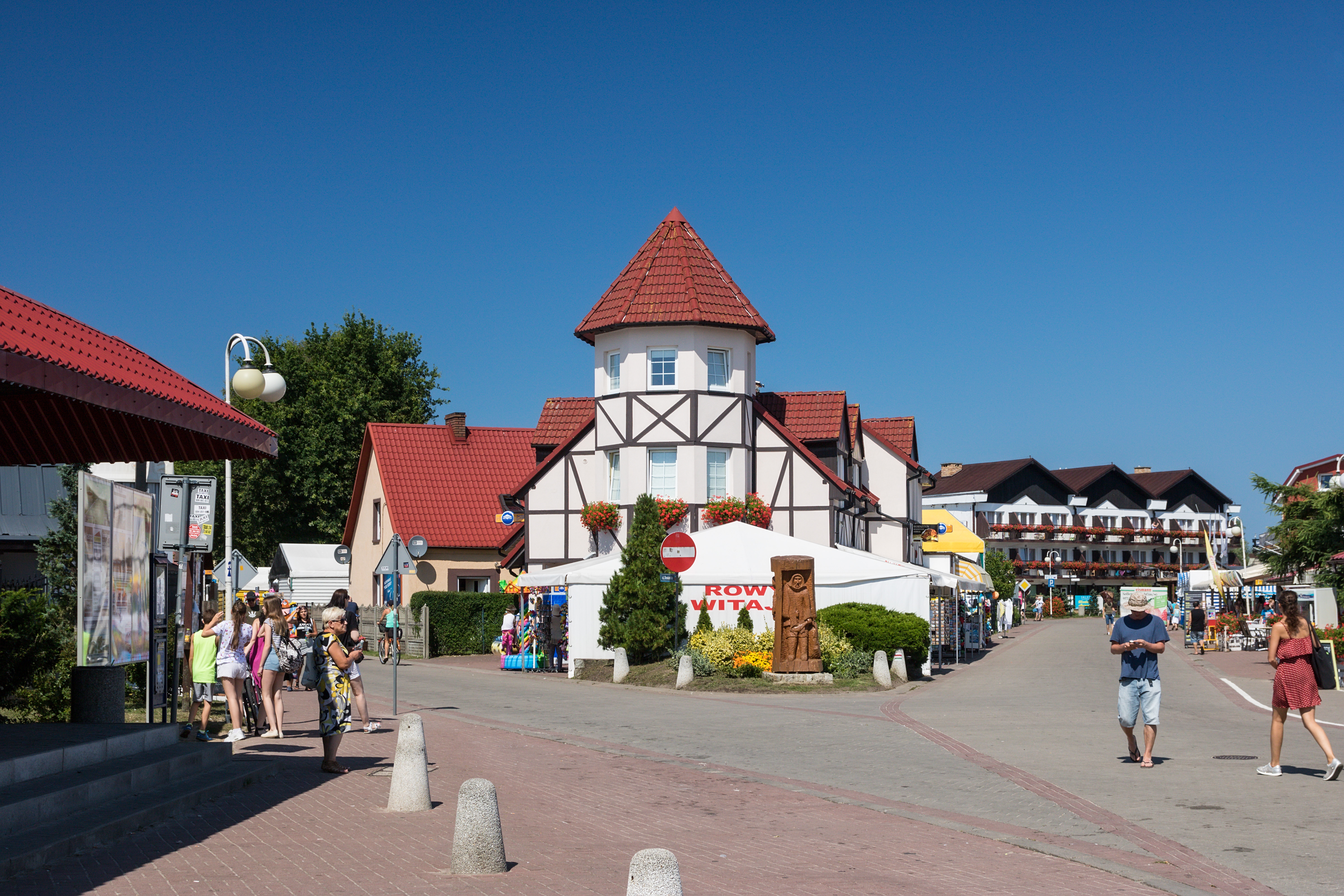
Marktplatz

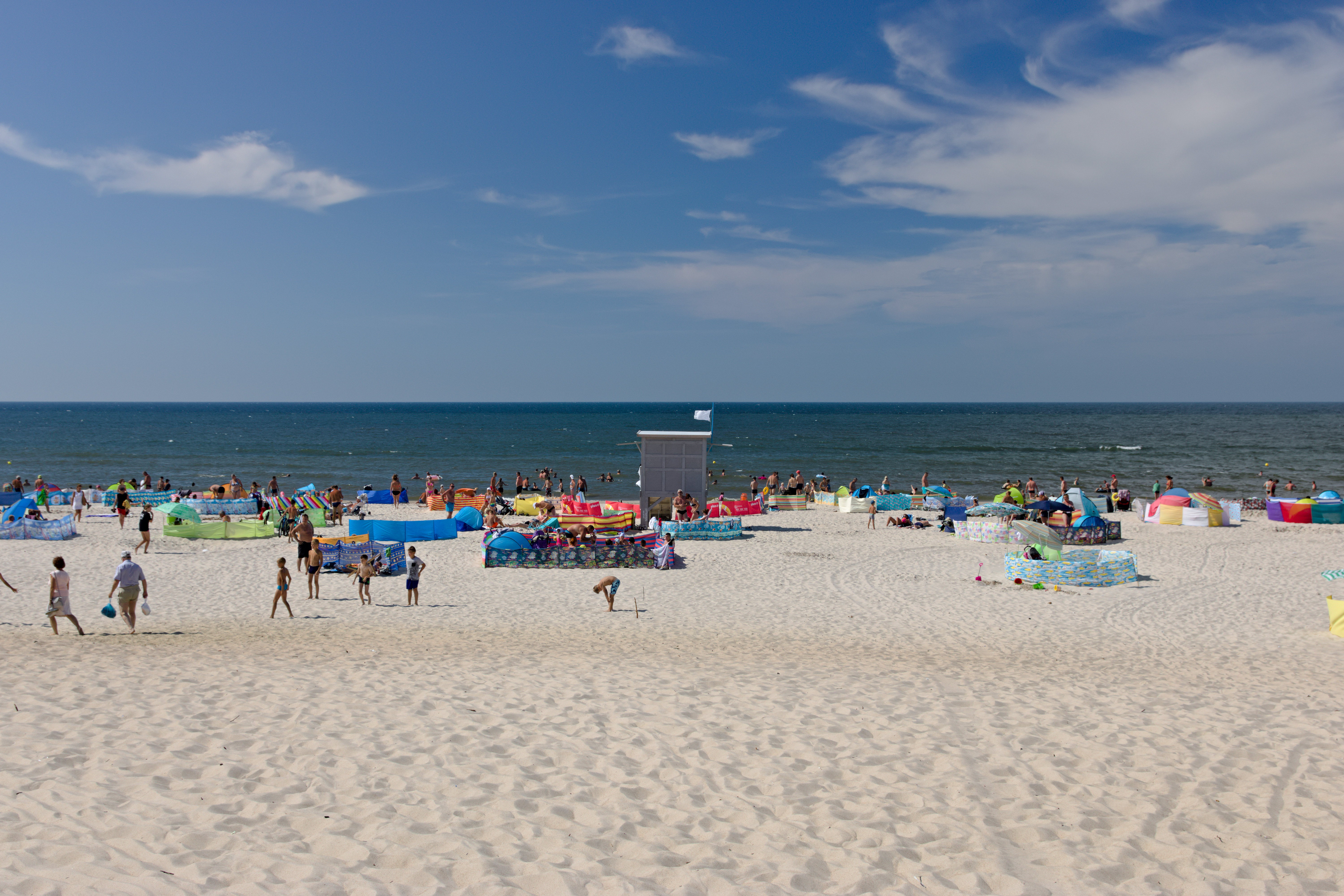
Badestrand

In alten Urkunden kommt der Ort 1282 als Rou vor, 1493 als Roff und auch Row. Es gab ein groten Rowe und ein lutken Roff. Der historischen Dorfform nach war das frühere Rowe ein Haufendorf. Im Jahre 1350 wurde der Ritter von Bartowitz mit dem Heringsfang in Rowe belehnt. 1493 war ein von Bandemer Besitzer und ab 1553 ein von Schwave. Danach kam Rowe zu den königlichen Dörfern, die dem Amt Stolp unterstanden, später zum königlichen Amt in Schmolsin. Auch gab es einen adligen Anteil.
Um 1782 hatte Rowe einen Prediger, einen Küster und 24 königliche Untertanen bei insgesamt 38 Haushaltungen. 1908/10 wurden Adlig Rowe (1895: 85 Einwohner) und Königlich Rowe (1895: 171 Einwohner) zu Rowe zusammengelegt.
Anfang der 1930er Jahre hatte die Landgemeinde im Rowe eine Flächengröße von 6,7 km². Innerhalb der Gemeindegrenzen standen insgesamt 53 bewohnte Wohnhäuser an zwei verschiedenen Wohnstätten:
1. Klein Rowe
2. Rowe

Um 1935 hatte Rowe unter anderem einen Gasthof, einen Gemischtwarenladen, eine Schmiede, vier Tischlereien und eine Viehhandlung. 1910 lebten hier 249 Einwohner. Ihre Zahl stieg bis 1933 auf 277 und betrug 1939 noch 264.
Bis 1945 bildete Rowe eine Landgemeinde im Landkreis Stolp im Regierungsbezirk Köslin der preußischen Provinz Pommern des Deutschen Reichs. Die Gemeinde Rowe gehörte mit der Ortschaft Klein Rowe zum Amts- und Standesamtsbezirk Wobesde im Amtsgerichtsbereich Stolp.
Beim Einmarsch der Roten Armee 1945 blieben die Bewohner von Rowe im Ort, zusammen mit vielen Ostpreußen, die zum Teil schon 1944 im Treck hierher gekommen waren. Am 9. März 1945 wurde Rowe von den sowjetischen Truppen kampflos besetzt. Weil der Ort im Sperrbezirk an der Ostsee lag, mussten die Bewohner es am 29. März verlassen. Sie gingen nach Wobesde und fanden schließlich Unterkunft in Beckel. Das Dorf wurde dann von der Sowjetunion der Volksrepublik Polen zur Verwaltung überlassen. Im Herbst 1945 kamen die Polen, auch polnisches Militär; es wurde die polonisierte Ortsbezeichnung ‚Rowy‘ eingeführt. Die Vertreibung der einheimischen Dorfbewohner durch die polnische Verwaltungsbehörde begann. 1947 gingen drei Transporte nach Westen unter Einsatz polizeilicher Kräfte. Im Jahre 1957 gab es im Ort noch einige deutsche Fischer, die bleiben durften.
Der Ort ist heute Teil der Gmina Ustka im Powiat Słupski in der Woiwodschaft Pommern (1975 bis 1998 Woiwodschaft Słupsk). Im Dorf leben heute mehr als dreihundert Menschen.

## Kirche

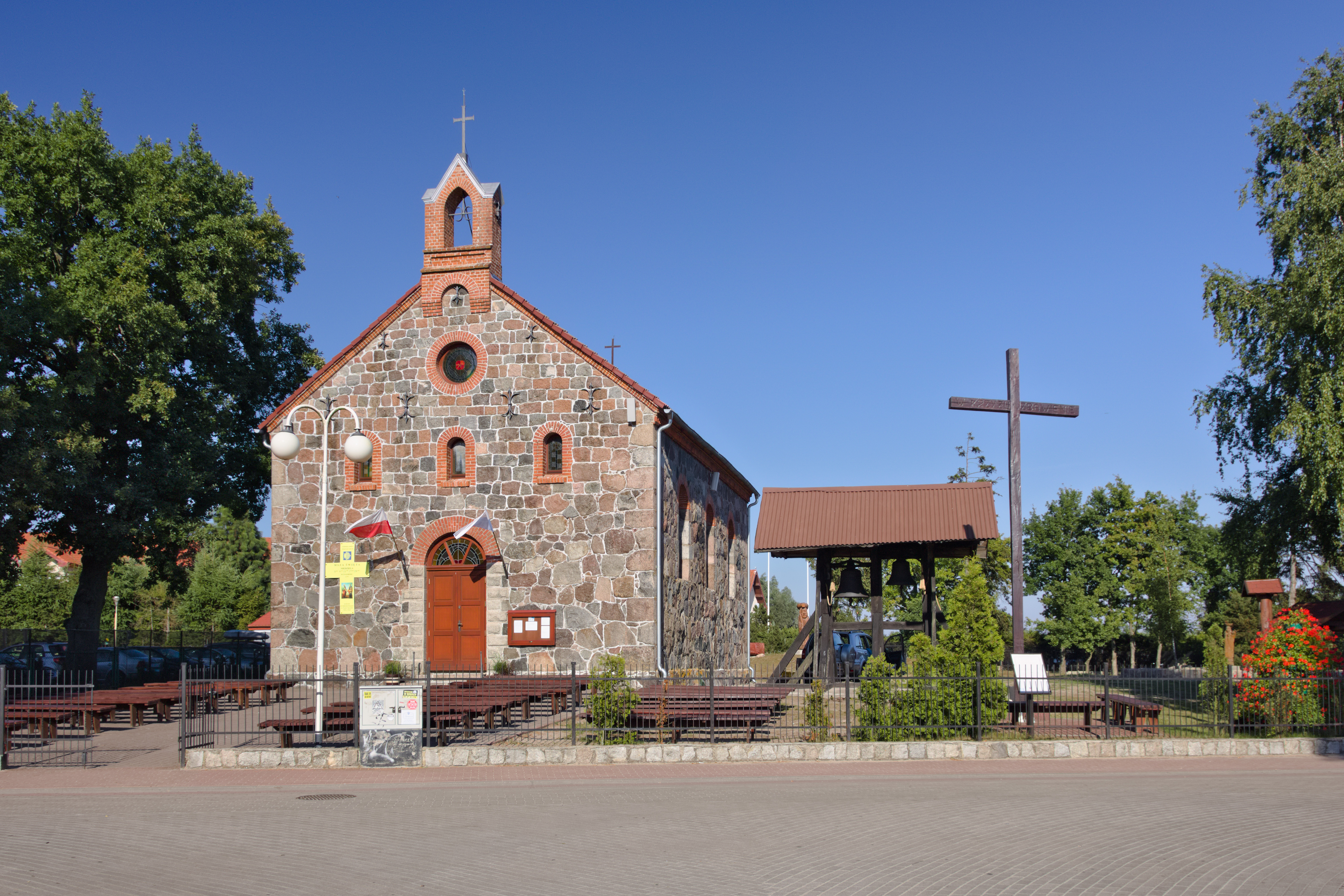
Dorfkirche mit freistehendem Glockenstuhl (2018), bis 1945 Gotteshaus der evangelischen Gemeinde Rowe

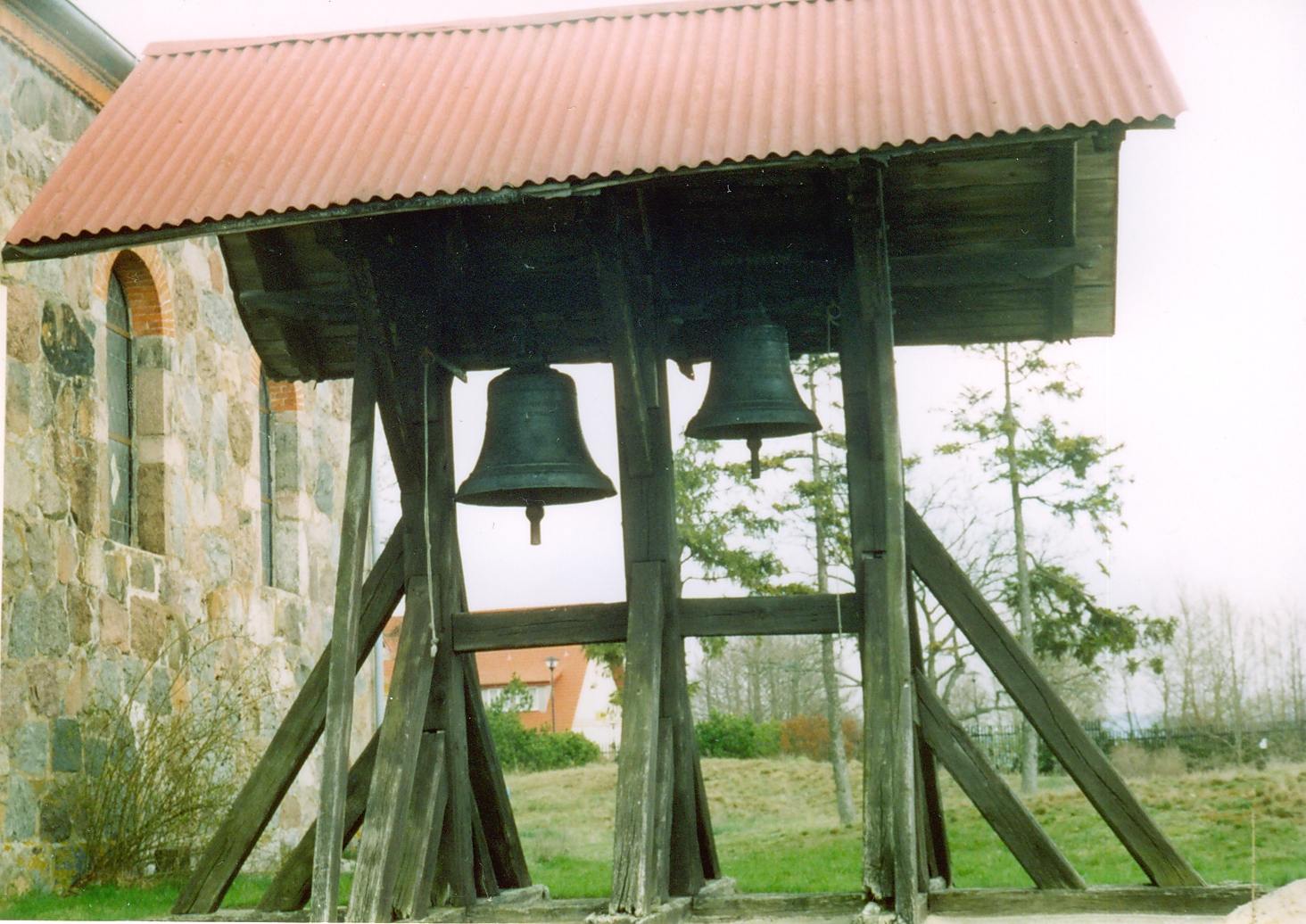
Glockenstuhl (2005)

Eine eigene Kirche soll Rowe bereits 1581 erhalten haben und wurde bei einer Kirchenvisitation 1590 erwähnt. Später wurde ein neuer Fachwerkbau errichtet, wohl im Jahre 1750. Diese Kirche stand auf einem Hügel hoch über dem Garder See. Sie besaß einen Turm, der jedoch – wie ein Visitationsprotokoll von 1816 aussagt – wegen drohenden Einsturzes abgerissen werden musste. Als Ersatz wurde dann ein neben der Kirche freistehender Glockenstuhl gebaut. Die jetzige Kirche entstand 1843 als Neubau. In ihm befinden sich zahlreiche ältere und wertvolle Ausstattungsgegenstände. Am Ende des 19. Jahrhunderts waren zwei Glocken in dem freistehenden Glockenstuhl eingehängt: eine mittelalterliche ohne Aufschrift und eine mit langer Aufschrift und großem Wappen, die 1660 gegossen worden war.
Mehr als hundert Jahre war diese Kirche ein evangelisches Gotteshaus. Nach 1945 wurde sie von der polnischen Verwaltungsbehörde zugunsten der Römisch-katholischen Kirche in Polen zwangsenteignet und vom polnischen katholischen Klerus ‚neu geweiht‘.

### Kirchspiel bis 1945
Die Rower Pfarre wurde 1581 von der in Groß Garde abgelöst. Dem damals evangelischen Kirchspiel zugeordnet waren die Ortschaften Klein Rowe und Schönwalde sowie die Filialkirche Wobesde  mit Alte Mühle.
Im Jahre 1921 gab es Versuche, den Pfarrsitz von Rowe nach Wobesde zu verlegen, die aber erfolglos blieben.
1940 hatte das Kirchspiel Rowe 1322 Gemeindeglieder, von denen 512 zur Kirchengemeinde Rowe und 810 zur Kirchengemeinde Wobesde gehörten. Der Pfarrsprengel gehörte zum Kirchenkreis Stolp-Altstadt in der Kirchenprovinz Pommern der Kirche der Altpreußischen Union. Das Kirchenpatronat oblag für Rowe den staatlichen Behörden, für Wobesde der Rittergutsbesitzerin Kutscher. Der Bestand an Kirchenbüchern reichte bis 1694 zurück.
Das katholische Kirchspiel war in Stolp.

### Polnisches Kirchspiel seit 1945
Die seit 1945 und Vertreibung der einheimischen Dorfbewohner anwesende polnische Einwohnerschaft ist überwiegend katholisch. Der Ort ist Filialkirchort in der Pfarrei Objazda (Wobesde), die zum Dekanat Główczyce (Glowitz) im Bistum Pelplin der katholischen Kirche in Polen gehört. Bałamątek (Alte Mühle) und Dębina (Schönwalde) sind ebenfalls eingegliedert.
Hier lebende evangelische Polen gehören  zur Kreuzkirchengemeinde in Stolp in der Diözese Pommern-Großpolen der Evangelisch-Augsburgischen Kirche in Polen.

### Pfarrer bis 1945
Seit der Reformation amtierten bis 1945 in Rowe als evangelische Pfarrer:
- Elias Tinellus
- Paul Mantey, 1635–1643
- Joel Polzin, 1644–?
- David Bunkius, (1671)
- NN. Giennak
- Johannes Jarke, 1713–1736[7]
- Christian Cruska de Grabowsky, 1736–1755
- Reinhold Fischer, 1755–1763
- Matthias Dorsch, 1763–1799
- Johann Fleischer, 1800–1820
- Eduard Heinrich Haese, 1821–1837
- Eduard Gottlieb Wilm, 1838–1842
- Karl Friedrich Jonathan Horn, 1843–1851
- Johann Friedrich Nahgel, 1851–1871[8]
- Ernst Hermann Reinhold Pieper, 1871–1874
- Adolf Carl Paul Schultz, 1874–1878
- Karl Gustav Bernhard Schröder, 1896–1911
- Emil Max Wilhelm Müller, 1912–1924
- Erich Karmer, 1924–1927
- Franz Kypke, 1929–1940

## Schule
In der 1932 einstufigen Volksschule unterrichtete ein Lehrer 48 Schulkinder. Die letzten Lehrer waren Erich Marko und Bernhard Wolter.

## Verkehr
Die Landzunge, auf der Rowe liegt, ist über das Straßennetz vom Ort Objazda (Wobesde) aus nach acht Kilometern zu erreichen.
Objazda war bis 1945 auch die nächste Bahnstation an der Stolpmünde–Stolp der Stolper Bahnen. Nach deren Stilllegung ist der Bahnhof in Ustka (Stolpmünde) an der Bahnstrecke Piła–Ustka die nächstgelegene Bahnstation.

## Persönlichkeiten

### Söhne und Töchter des Ortes
- Gottfried Kramer (1925–1994), deutscher Schauspieler, Synchron- und Hörspielsprecher

### Mit dem Ort verbunden
- Max Pechstein  (1881–1955), deutscher Maler, verbrachte von 1927 bis 1944 jeden Sommer in Rowe und traf sich hier auch mit vielen Künstlern

## Schach-Seniorenweltmeisterschaft
Im Jahre 2000 fand in Rowy die 10. Seniorenweltmeisterschaft im Schach statt. Weltmeister wurden die aus Russland stammenden Oleg Tschernikow bzw. Jelena Fatalibekowa.